# Ellas aman, ellos mienten
Ellas aman, ellos mienten es una telenovela venezolana producida por RCTV Producciones y distribuida por RCTV Internacional Televisión. Está protagonizada por Patricia Amenta y Héctor Peña. La telenovela fue presentada en el 2017 en NATPE.
La fotografía principal comenzó el 9 de mayo de 2017. Se estrenó el 19 de septiembre de 2018 en el canal de televisión venezolano Televen.
En junio de 2019 se vuelve a emitir en Televen, pero en horario vespertino de las 2:00 p. m., a reemplazar a Amantes, finalizó el 13 de septiembre del mismo año y es sustituido por Juana la Virgen. 

## Trama
La telenovela centrará su atención en la historia Salvador (Héctor Peña), joven empresario, dueño de un taller mecánico de autos y motos de carrera, quien por accidente le causa la muerte a una joven. Una tragedia que intentará desentrañar entonces Ana Isabel (Patricia Amenta).

## Reparto
- Patricia Amenta como Ana Isabel Díaz.
- Héctor Peña como Salvador Quiñones Casal.
- Flavia Gleske como María Teresa Díaz.
- Erick Ronsó como Julián Contreras.
- Julie Restifo como Rosa Antonia Díaz.
- Raquel Yánez como Marielena Castillo.
- Hecham Alhad como Marco Antonio Rivero.
- Henry Zambrano Ramirezcomo Sebastián Quiñones Casal.
- Sócrates Serrano como Carlos Eduardo Quiñones.
- César Bencid como Ramón Chuecos.
- Jeanette Flores como Berenice Casal.
- Rhandy Piñango como Héctor.
- Silvana Continanza como Alicia Álvarez.
- Augusto Nitti como Reinaldo Arévalo.
- Nany Tovar como Yusleidi.
- Héctor Almenara como Pedro Pablo Pantoja.
- Alexandra Lemoine como Milagros Rojas.
- Relú Cardozo como Dolores Rivero.
- América Medina como Graciela Mendoza.
- Arnaldo Aponte como Brayan Parada.
- Kenia Carpio como Tania Suárez.
- Diana Díaz como Irene Moreno.
- Carlos Enrique Pérez como Miguel Rodríguez.
- Nelio De Abreu como Braulio Díaz.
- Zuly Méndez como Federica.
- Alexander Mujica como Doctor
- María Cristina Lozada como Juana Díaz.
- Alexandra Braun como Rebeca Miranda.[7]
- Oscar Morales como Jerson C. Baena